# Компстон, Мартин
Ма́ртин Ко́мпстон (англ. Martin Compston, род. 8 мая 1984, Гринок) — шотландский актёр и бывший профессиональный футболист. Наиболее известен по роли детектива-инспектора отдела по борьбе с коррупцией Стива Арнотта в сериале BBC «По долгу службы».

## Биографические сведения
Мартин родился в шотландском городе Гринок, 8 мая 1984 года. После школы он недолгое время играл в футбольном клубе «Гринок Мортон», однако с начала 2000-х годов начал сниматься в кино. Первую роль он исполнил в фильме Кена Лоуча «Милые шестнадцать лет», вышедшем на экраны в 2002 году. Фильм был номинирован на «Золотую пальмовую ветвь» Каннского кинофестиваля, а сам Мартин получил «Британскую независимую кинонаграду» в категории «Лучший начинающий актёр».
С 2003 по 2005 год Мартин Компстон исполнял роль Эвана Броди в английском телесериале «Монарх Глен», позже он сыграл ещё в одном фильме Лоуча («Билет на поезд»). В 2006 году, за роль в фильме «Настоящий север», Мартин Компстон был номинирован на получение кинонаграды «BAFTA Scotland Award» в категории «Лучший актёр».
Из последующих фильмов с участием Компстона наибольшую известность получили фильмы «Судный день» (2008 год) и «Исчезновение Элис Крид» (2009 год).

## Избранная фильмография
| Год       |   | Русское название           | Оригинальное название              | Роль                              |
| --------- | - | -------------------------- | ---------------------------------- | --------------------------------- |
| 2002      | ф | Милые шестнадцать лет      | Sweet Sixteen                      | Лиам                              |
| 2003—2005 | с | Монарх Глен                | Monarch of the Glen                | Эван Броди                        |
| 2004      | с | Несчастный случай          | Casualty                           | Мэтти Хауэлл                      |
| 2004      | ф | Найсландия                 | Niceland (Population. 1.000.002)   | Джед                              |
| 2005      | ф | Билет на поезд             | Tickets                            | Джеймси                           |
| 2006      | ф | Зверь                      | Wild Country                       | Ли                                |
| 2006      | ф | Как узнать своих святых    | A Guide to Recognizing Your Saints | Майк О’Шиа                        |
| 2006      | ф | Красная дорога             | Red Road                           | Стив                              |
| 2006      | ф | Настоящий север            | True North                         | Шон                               |
| 2008      | ф | Судный день                | Doomsday                           | Джошуа                            |
| 2008      | ф | Багровая мгла              | Freakdog                           | Шон                               |
| 2009      | ф | Проклятый «Юнайтед»        | The Damned United                  | Джон О'Хара                       |
| 2009      | ф | Исчезновение Элис Крид     | The Disappearance of Alice Creed   | Дэнни                             |
| 2010      | ф | Сутенёр                    | Pimp                               | Зэб                               |
| 2012—2021 | с | По долгу службы            | Line of Duty                       | Стив Арнотт                       |
| 2013      | ф | Грязь                      | Filth                              | Горман                            |
| 2013      | ф | Великое ограбление поезда  | The Great Train Robbery            | Рой Джеймс                        |
| 2018      | ф | Мария — королева Шотландии | Mary Queen of Scots                | Хепберн, Джеймс, 4-й граф Ботвелл |